# 1576 Fabiola
1576 Fabiola је астероид главног астероидног појаса са пречником од приближно 27,25 .
Афел астероида је на удаљености од 3,669 астрономских јединица (АЈ) од Сунца, а перихел на 2,616 АЈ.
Ексцентрицитет орбите износи 0,167, инклинација (нагиб) орбите у односу на раван еклиптике 0,948 степени, а орбитални период износи 2035,138 дана (5,571 година).
Апсолутна магнитуда астероида је 11,04 а геометријски албедо 0,091.
Астероид је откривен 30. септембра 1948. године.